# Томкорд
Томкорд (англ. Thomcord) — бессемянный сорт столового винограда (растения семейства виноградовых), гибрид популярного винограда Томпсон сидлис и винограда Конкорд. Гибрид Thomcord был создан в 1983 году калифорнийскими виноградарями, работающими в агентстве Министерства сельского хозяйства США «USDA», в рамках проверки, чтобы лучше понять новую процедуру селекции винограда без косточек.
Томкорд хорошо растет в жарком, сухом климате, созревает в период с конца июля до середины августа и хорошо переносит мучнистую росу. Это — продуктивный сорт, производящий в среднем примерно 15 килограмм винограда на одну лозу. Ягоды весят от 2,72 до 3,38 граммов и имеют средней толщины, сине-черную кожицу, плотно соединенную с мякотью, в отличие от Конкорда, который имеет толстую кожицу, способную легко соскользнуть с мякоти.
Растение не ограничено для размножения и распространения. Материал распространения доступен через завод — учредитель. Генетический материал заархивирован в национальной системе Germplasm. Был объявлен готовым для использования в 2003 году, после семнадцатилетних испытаний.

## Описание
Гибрид винограда без косточек Vitis vinifera и сеяного винограда Vitis labrusca, обычно используемого для производства виноградного сока и желе.Томкорд имеет сине-черную кожицу со средней толщиной и беловатым налетом. Томкорд имеет аромат и вкус, похожий на Конкорд, хотя и более легкий из-за сладкого, мягкого вкуса от Thompson Seedless.
Томкорд подходит для жарких и сухих условий выращивания. Его приспособляемость к таким условиям была унаследована от Thompson Seedless. Он хорошо растет на виноградниках Калифорнии. Растение слабо восприимчиво к мучнистой росе, и менее восприимчиво к грибку. Грибок может повлиять на его листья, стебли и ягоды. Виноград созревает летом (в середине сезона), с конца июля до середины августа.

### Продукция
Томкорд производительный сорт, с выходом, сравнимым с Thompson Seedless. В 2002 году тростниковые лозы Томкорда были значительно более продуктивными и были сопоставимы с сортом Венеры, в среднем с 21 килограммом в лозе.
По сравнению с Thompson Seedless, вес и диаметр ягод Томкорда больше, но плотность кластера аналогична. Длина ягод составляет от 18,2 до 18,3 мм, а диаметр — от 16,7 до 17,2 мм при замерах в период с 2001 по 2002 годов. Ягоды весят от 2,72 до 3,38 г, в среднем 2,85 г.
Первые семена Томкорда малы, но через несколько лет они становятся склерифицированными, что делает их более заметными внутри мякоти.

### Описание
Созревшие листья на лозе имеют три доли с открытыми верхними боковыми пазухами средней глубины. Основная жилка немного длиннее черешка, а пазуха черешка широко раскрывается. Между жилками на нижней стороне как зрелого, так и молодого листа есть плотные волоски, которые лежат прямо на поверхности. Зубцы на краю листовой пластинки выпуклые с обеих сторон, средние по размеру и тонкие. Молодые листовые пластинки медного цвета на верхней поверхности.
Побеги имеют минимум три последовательных усика. Молодые побеги полностью распахнуты и имеют очень плотные волоски средней окраски антоциана, которые лежат прямо на кончике. Междоузлие молодого побега зелёное с красными полосками на передней стороне и сплошь зелёное на задней.

## История
В 1983 году, после исследования садовода Дэвида Рэмминга и техника Рональда Тарайло — калифорнийских виноградарей, работающих на ARS, главное научно—исследовательское агентство USDA скрестило Thompson Seedless и Concord, чтобы ответить на технический вопрос о новой разработанной процедуре размножения бессемянного винограда. Исследователи хотели продемонстрировать, что растения, созданные из культуры эмбрионов, были получены из оплодотворенных яйцеклеток вместо материнской ткани. Из 1231 эмаскуляции Thompson Seedless, исследователя произвели 130 овуляций используя процедуры по спасению зародыша. Из них, 40 эмбрионов и три саженца были посажены. Оригинальный саженец Томкорд был посажен в 1984 году на участках в сотрудничестве с Калифорнийским государственным университетом. Позже он был выбран в 1986 году Раммингом и Тарайло и протестирован в долине Сан-Хоакин под названием A29-67, после чего был представлен как «Томкорд».
Новый гибрид был испытан и тщательно изучен в течение 17 лет, прежде чем его объявили готовым для производителей и садоводов 11 сентября 2003 года. Примерно в 2008 году начались испытания за пределами Калифорнии. Томкорд быстро стал хитом на фермерских рынках, пока он тестировался, и появился в супермаркетах